# Division 2 1950/51
Die Division 2 1950/51 war die zwölfte Austragung der zweithöchsten französischen Fußballliga. Zweitligameister wurde Olympique Lyon.

## Vereine
Teilnahmeberechtigt waren die 16 Vereine, die nach der vorangegangenen Spielzeit weder in die erste Division aufgestiegen waren noch ihren Profistatus – freiwillig oder gezwungen – aufgegeben hatten. Dazu kamen zwei Erstligaabsteiger. Lyon Olympique Universitaire hatte seinen Platz an den neu gegründeten Verein Olympique Lyon abgetreten.
Somit spielten in dieser Saison folgende 18 Mannschaften um die Meisterschaft der Division 2:
- zwei Mannschaften aus dem äußersten Norden (US Valenciennes-Anzin, AC Amiens),
- zwei aus Paris und der Champagne (CA Paris, AS Troyes-Savinienne),
- zwei aus dem Nordosten (Absteiger FC Metz, Racing Club Franc-Comtois Besançon),
- vier aus dem Westen (US Le Mans, FC Nantes, SCO Angers, FC Rouen),
- acht aus dem Südosten (Olympique Lyon, AS Béziers, Olympique Alès, Absteiger SO Montpellier, GSC Marseille 2, SC Toulon, AS Cannes-Grasse, AS Monaco).

Einen direkten Auf- und Abstieg in Abhängigkeit vom sportlich erzielten Ergebnis hatte es vor dem Zweiten Weltkrieg lediglich zwischen erster und zweiter Profi-Division gegeben; danach war über einige Jahre ein Abstieg in die dritthöchste Spielklasse eingeführt worden. Außerdem konnte ein Zweitdivisionär dann absteigen, wenn er seine Lizenz abgab oder sie ihm entzogen wurde. Bisherige Amateurmannschaften hingegen konnten auch weiterhin nur dann zur folgenden Saison in die Division 2 aufsteigen, wenn sie vom zuständigen Verband FFF die Genehmigung erhielten, professionellen Status anzunehmen.
Dafür gab es in dieser Saison erstmals eine Relegationsrunde zwischen den beiden am schlechtesten platzierten Erstligisten, die nicht direkt absteigen mussten, und den beiden besten, nicht direkt aufstiegsberechtigten Zweitligisten.

## Saisonverlauf
Jede Mannschaft trug gegen jeden Gruppengegner ein Hin- und ein Rückspiel aus, einmal vor eigenem Publikum und einmal auswärts. Es galt die Zwei-Punkte-Regel; bei Punktgleichheit gab das Torverhältnis den Ausschlag für die Platzierung. In Frankreich wird bei der Angabe des Punktverhältnisses ausschließlich die Zahl der Pluspunkte genannt; hier geschieht dies in der in Deutschland zu Zeiten der 2-Punkte-Regel üblichen Notation.
Die große Überraschung der Saison war der „Neuling mit alter Lizenz“ aus Lyon, dem nach einer vergleichsweise souverän absolvierten Spielzeit der prompte Aufstieg gelang. Dabei ließ die Mannschaft Absteiger Metz, der umgehend in die Division 1 zurückkehrte, hinter sich und wies am Ende einen sicheren Abstand zum Tabellendritten aus Rouen auf. Den Normannen blieb in den anschließenden Barrages der Aufstieg ebenso verwehrt wie der viertplatzierten Elf aus Besançon.
Bereits während der Hinrunde zog sich Marseille aus dem Spielbetrieb zurück und gab seinen Profistatus nach knapp anderthalb Jahren wieder auf; seine bis dahin ausgetragenen Spiele wurden nicht gewertet. Im Tabellenkeller kam es zu einem Vierkampf mit hauchdünnem Ausgang – die drei schwächsten Mannschaften trennte lediglich das Torverhältnis –, wobei Cercle Athlétique, der Traditionsverein aus Paris, zum vierten Mal nacheinander einen der beiden letzten Plätze einnahm.
In den 272 Begegnungen wurden 876 Treffer erzielt; das entspricht einem Mittelwert von 3,2 Toren je Spiel. Die Torjägerkrone gewann Thadée Cisowski (Metz) mit 23 Toren. Zur folgenden Saison kamen aus der höchsten Spielklasse der Toulouse FC und Stade Français Paris hinzu; außerdem erteilte der Verband dem FC Grenoble eine neue Lizenz.

## Abschlusstabelle
| Pl. | Verein                | Sp. | S  | U  | N  | Tore    | Quote | Punkte |
| --- | --------------------- | --- | -- | -- | -- | ------- | ----- | ------ |
| 1.  | Olympique Lyon (N)    | 32  | 23 | 4  | 5  | 075:410 | 1,83  | 50:14  |
| 2.  | FC Metz (A)           | 32  | 20 | 6  | 6  | 074:320 | 2,31  | 46:18  |
| 3.  | FC Rouen              | 32  | 18 | 4  | 10 | 051:430 | 1,19  | 40:24  |
| 4.  | Racing FC Besançon    | 32  | 17 | 4  | 11 | 066:490 | 1,35  | 38:26  |
| 5.  | AS Monaco             | 32  | 13 | 11 | 8  | 056:420 | 1,33  | 37:27  |
| 6.  | AS Cannes-Grasse      | 32  | 13 | 9  | 10 | 076:470 | 1,62  | 35:29  |
| 7.  | AC Amiens             | 32  | 10 | 12 | 10 | 053:420 | 1,26  | 32:32  |
| 8.  | SO Montpellier (A)    | 32  | 13 | 6  | 13 | 046:400 | 1,15  | 32:32  |
| 9.  | AS Troyes-Savinienne  | 32  | 14 | 3  | 15 | 042:540 | 0,78  | 31:33  |
| 10. | FC Nantes             | 32  | 11 | 7  | 14 | 054:560 | 0,96  | 29:35  |
| 11. | SC Toulon             | 32  | 11 | 7  | 14 | 052:590 | 0,88  | 29:35  |
| 12. | US Valenciennes-Anzin | 32  | 10 | 8  | 14 | 041:550 | 0,75  | 28:36  |
| 13. | Olympique Alès        | 32  | 10 | 8  | 14 | 034:560 | 0,61  | 28:36  |
| 14. | SCO Angers            | 32  | 7  | 9  | 16 | 047:670 | 0,70  | 23:41  |
| 15. | AS Béziers            | 32  | 7  | 8  | 17 | 039:600 | 0,65  | 22:42  |
| 16. | US Le Mans            | 32  | 8  | 6  | 18 | 039:720 | 0,54  | 22:42  |
| 17. | CA Paris              | 32  | 9  | 4  | 19 | 031:610 | 0,51  | 22:42  |
| 17. | GSC Marseille 2       | 0   | 0  | 0  | 0  | 000:000 | ±0    | 0:0    |

Platzierungskriterien: 1. Punkte – 2. Torquotient
| (A) | Absteiger aus der Division 1 1949/50 |
| (N) | Neuaufsteiger                        |

## Relegationsrunde
Nach Saisonende hatten Rouen und Besançon die Chance, sich in den Barrages für den Aufstieg in die Division 1 zu qualifizieren. Diese Spiele wurden in einer einfachen Punktrunde jeweils auf neutralem Platz ausgetragen. Darin setzten sich letztlich aber die beiden höherklassigen Mannschaften aus Lens und Sète durch. Begegnungen zwischen Mannschaften aus der gleichen Liga gab es nicht.
| Pl. | Verein                  | Sp. | S | U | N | Tore    | Quote | Punkte |
| --- | ----------------------- | --- | - | - | - | ------- | ----- | ------ |
| 1.  | Racing Lens (D1)        | 3   | 2 | 0 | 1 | 009:500 | 1,80  | 04:20  |
| 2.  | FC Sète (D1)            | 3   | 2 | 0 | 1 | 007:400 | 1,75  | 04:20  |
| 3.  | Racing FC Besançon (D2) | 3   | 1 | 0 | 2 | 004:600 | 0,67  | 02:40  |
| 4.  | FC Rouen (D2)           | 3   | 1 | 0 | 2 | 003:800 | 0,38  | 02:40  |

|               | LEN | SÈT | BES | ROU |
| Racing Lens   |     | –   | 2:0 | 6:1 |
| FC Sète       | 4:1 |     | 3:2 | 0:1 |
| RCFC Besançon | –   | –   |     | –   |
| FC Rouen      | –   | –   | 1:2 |     |